# 부호 행렬
수학에서, 부호 행렬(符號 行列,Signature matrix) 은 대각선 성분이 플러스 또는 마이너스 1 인 대각 행렬, 즉 다음과 같은 형식의 행렬이다.
{\displaystyle A={\begin{pmatrix}\pm 1&0&\cdots &0&0\\0&\pm 1&\cdots &0&0\\\vdots &\vdots &\ddots &\vdots &\vdots \\0&0&\cdots &\pm 1&0\\0&0&\cdots &0&\pm 1\end{pmatrix}}}
이러한 행렬은 그 자체의 역행렬 이므로, 거듭 행렬이다. 결과적으로 단위 행렬의 행렬 제곱근(Square root of a matrix)이다. 그러나 그 역방향은  완전히 성립하지는 않는다, 즉  모든 단위행렬의  행렬 제곱근이 부호행렬은 아니다.
그 부호행렬들이 대칭 행렬이고 동시에 거듭 행렬임을 주목하면, 그것들은 직교적이다. 결과적으로, 부호 행렬에 대응하는 임의의 선형 변환은 등거리변환를 구성한다.
기하학적으로 부호 행렬은 부호(符號,signature)가 부호(負號,양수부호와 음수부호가 대응된 정의)된  행 또는 열에 해당하는 각 축의 반사를 나타낸다.

## 같이 보기
- 정부호행렬
- 반대칭행렬(비대칭행렬)
- 계량 부호수
- 부정부호 행렬